# Asesinato de Cara Knott
Cara Evelyn Knott (Ventura, California; 11 de febrero de 1966 - Condado de San Diego, California; 27 de diciembre de 1986) fue una joven estadounidense que estudiaba en la Universidad Estatal de San Diego. Desapareció el 27 de diciembre de 1986 mientras conducía desde la casa de su novio en Escondido (California), hasta la casa de sus padres en El Cajón. Al día siguiente, 28 de diciembre, su coche fue encontrado en una carretera sin salida en la rampa de Mercy Road de la Interestatal 15 en el Condado de San Diego. Su cuerpo fue recuperado en el fondo de un barranco cercano de 15 metros.
Su asesino, Craig Alan Peyer, era agente de policía y llevaba 13 años en la Patrulla de Carreteras de California (CHP). En el juicio contra él se reveló que había estado buscando mujeres en la interestatal y que había hecho insinuaciones sexuales depredadoras a varias conductoras. Fue condenado por este asesinato en 1988.

## Muerte

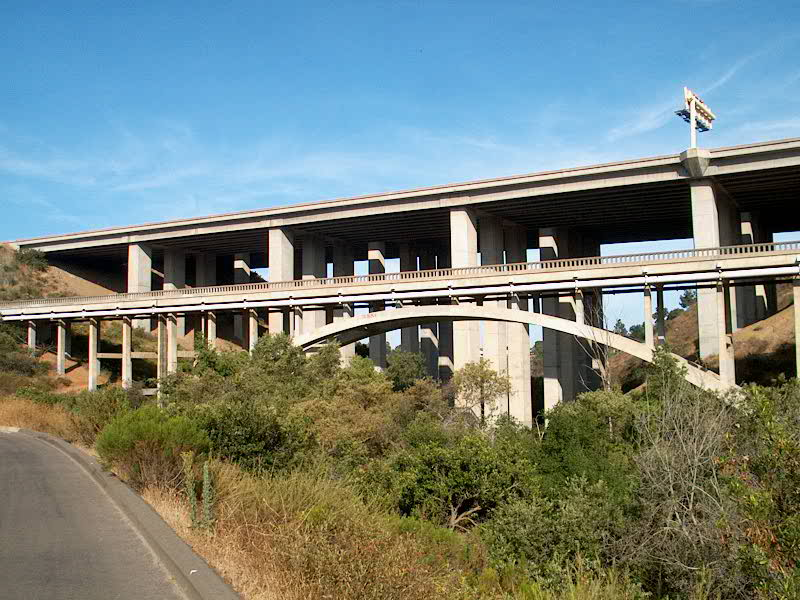
Zona de Los Peñasquitos, salida de la Interestatal 15 donde fue asesinada Cara Knott.

La noche del 27 de diciembre de 1986, Cara Knott, de 20 años, conducía hacia el sur por la Interestatal 15 desde la casa de su novio en Escondido (California) a la de sus padres en El Cajón cuando Peyer, que estaba de servicio en un coche patrulla de la CHP, indicó a Knott que se saliera de la autopista en una rampa de salida aislada y sin terminar. Más tarde se descubrió que Peyer también había estado acosando a otras conductoras de la misma zona parándolas en la misma salida, supuestamente para intentar ligar con ellas. 
En el caso de Knott, se cree que la situación llegó a las manos cuando Knott amenazó con denunciar a Peyer por sus acciones inapropiadas. Cuando él intentó agarrarla, ella le acuchilló y arañó la cara. A continuación, Peyer la golpeó en varias ocasiones con su linterna y la estranguló con una cuerda hasta matarla, tras lo cual arrojó su cuerpo por el borde de un puente abandonado, donde cayó a la maleza.
Casualmente, dos días después, mientras cubría la investigación del asesinato, un reportero de KCST-TV entrevistó al agente Peyer durante un segmento sobre autoprotección para conductoras. En el momento de la entrevista, Peyer tenía arañazos en la cara que, según se fueron desvelando los detalles del caso, se pensó que se los había infligido Knott durante el forcejeo con él. Intentó explicar que se los había causado al caerse contra una valla del aparcamiento de la CHP, pero se comprobó que la valla era demasiado alta para haber causado los arañazos en la cara de Peyer. Además, aproximadamente una hora después de que se pensara que se había producido el asesinato, los testigos de una gasolinera vieron a un Peyer desaliñado entrar a gran velocidad. Uno de ellos, un agente de policía de San Diego fuera de servicio, declaró haber visto los arañazos una hora antes de que Peyer afirmara que se los había hecho.

## Investigación
Justo después de la emisión de KCST, las autoridades recibieron casi dos docenas de llamadas telefónicas, en su mayoría de mujeres, en las que las personas que llamaban informaban de que Peyer era el agente que las había parado en la misma rampa de salida, aunque en estos casos Peyer no se mostró hostil ni violento con ellas. Dijeron que, si bien se había mostrado amistoso con ellos, también les había incomodado. En algunos casos, les acarició suavemente el pelo y los hombros, lo que les causó cierta angustia. Además, varias mujeres habían presentado quejas contra él antes del asesinato, pero éstas fueron desestimadas debido a la reputación de Peyer dentro del departamento.
Otro testigo dijo haber visto un coche patrulla que acompañaba a un Volkswagen Escarabajo, que se creía que era el que conducía Knott, en esa misma zona más o menos en el momento en que se supo que se había producido el asesinato. La última vez que se vio a Knott con vida fue en una gasolinera Chevron situada a sólo tres kilómetros del lugar del asesinato. El empleado recordaba haber visto un coche patrulla de la CHP haciendo un giro de 180 grados en la carretera justo después de que Knott se hubiera marchado.
El propio cuaderno de bitácora de Peyer reveló una falsificación apresurada sobre ese momento, así como cambios que hizo en varias multas de tráfico que habían sido escritas algún tiempo después, según los automovilistas a los que se les escribieron las multas. El dentista forense Norman Sperber examinó la cuerda encontrada en su coche patrulla, y determinó que parecían coincidir con las marcas de cuerda alrededor del cuello de la víctima, aunque a Sperber se le prohibió posteriormente testificar sobre sus hallazgos ante el tribunal.
En el vestido de Knott se encontró una fibra de rayón dorada poco común y característica, que resultó estar fabricada con un pigmento amarillo en lugar de un tinte, y que coincidía con un parche que Peyer llevaba en el hombro en su uniforme de la CHP. Además, se encontró una gota de sangre en una de las botas de Knott, que resultó coincidir con el grupo sanguíneo de Peyer (AB negativo, el tipo más raro) y otros marcadores genéticos, aunque en el momento de la investigación no se disponía de pruebas de ADN concluyentes. Las fibras púrpuras microscópicas también vincularon a Peyer con el asesinato de Knott.
Los compañeros de Peyer testificaron sobre las extrañas acciones del acusado tras el asesinato, con sus continuas peticiones sobre el estado de la investigación y sus intentos de justificar el crimen del autor como un error. Una investigación interna demostró que, aunque paró a muchos conductores por diversas infracciones legítimas, la mayoría eran mujeres que conducían solas. Además, eran del mismo grupo de edad y descripción física que Cara Knott.

## Juicios
El primer juicio se saldó con un jurado en desacuerdo, tras una votación de 7 a 5 a favor de la condena. En un nuevo juicio, el testimonio relativo a un posible segundo sospechoso y una explicación de oídas sobre los arañazos del acusado fueron declarados inadmisibles, y Peyer fue declarado culpable de asesinato, la primera condena por asesinato de un agente de la CHP en servicio. El 4 de agosto de 1988, Peyer fue condenado a una pena de 25 años a cadena perpetua.
Tras la condena, Peyer siguió afirmando su inocencia. En 2004, se le preguntó si contribuiría con una muestra de su ADN a un programa del condado de San Diego, que había sido diseñado e iniciado para utilizar muestras para exonerar posiblemente a personas encarceladas injustamente, ya que dichas pruebas no estaban aún disponibles en el momento de su juicio y condena.
Peyer se negó a proporcionar dichos análisis para la prueba. En una audiencia inicial de libertad condicional en 2004, tras haber cumplido 17 años, cuando se le preguntó por qué no proporcionaba una muestra de ADN, Peyer se negó a responder. Por este motivo y por su falta de arrepentimiento, la junta denegó su solicitud de libertad condicional.

## Secuelas
Poco después del crimen y el juicio, se registró una oleada de incidentes en los que conductoras que viajaban solas se negaron a detenerse cuando se lo ordenó la policía. El 30 de noviembre de 2000, Sam Knott, padre de Cara, murió de un ataque al corazón a pocos metros del lugar donde se descubrió el cuerpo de su hija, donde la familia había construido un jardín conmemorativo para ella.
A Peyer se le ha denegado la libertad condicional en otras dos ocasiones: en 2008 (tras cumplir 21 años), y en 2012 (tras cumplir 25 años). Su próxima audiencia para optar a la libertad condicional se fijó para 15 años después, en enero de 2027, cuando tendrá casi 77 años. Peyer pasó a cumplir su condena en la Colonia de Hombres de California, en San Luis Obispo (California), considerada un "club de campo" y un "jardín" entre las prisiones californianas. En el momento de su segunda vista para la libertad condicional, en 2008, tenía "un historial penitenciario casi intachable" y "trabajó como electricista en el centro" durante años, llegando a ganar 52 dólares al mes con ese trabajo en 2003. Había trabajado brevemente como aprendiz de electricista tras ser despedido de la CHP mientras se encontraba en libertad bajo fianza antes del juicio. Su tercera esposa, Karen, con la que se casó 18 meses antes del asesinato y que le visitaba con regularidad, se divorció de él hacia 2007.